# Wierch Stróża
Wierch Stróża (648 m) – szczyt na północno-zachodnim końcu Pasma Lubomira i Łysiny. Według Jerzego Kondrackiego, autora regionalizacji fizycznogeograficznej Polski pasmo to należy do Beskidu Wyspowego. Wierch Stróża znajduje się w nim pomiędzy Działkiem (622 m) a Chełmem (614 m). Południowo-zachodnie stoki opadają do Raby, a względna wysokość szczytu nad łożyskiem tej rzeki wynosi około 340 m. Stoki północno-wschodnie opadają do doliny potoku Kobylak (Talagówka).
Wierch Stróża jest tylko częściowo porośnięty lasem, dużą część stoków zajmują pola uprawne i zabudowania miejscowości Stróża i Myślenice. Od strony należącej do Myślenic doliny potoku Kobylak zabudowania osiedli Patykowo i Chmielówka podchodzą aż pod sam grzbiet Wierchu Stróża. Grzbietem prowadzi szlak turystyczny. Dzięki otwartym przestrzeniom pól niektóre miejsca na tym szlaku są widokowe. Wyznakowano także szlak rowerowy.

## Szlaki turystyczne
Myślenice-Zarabie – Chełm – Wierch Stróża – przełęcz Granice. Czas przejścia: 2:55 h, ↓ 1:55 h
 Myślenice-Zarabie – dolina Raby (Stróża) – Chełm – Wierch Stróża – Śliwnik – Uklejna – przełęcz Niwka – Trzemeśnia lub Myślenice-Zarabie.